# ستيفن حسن
ستيفن حسن (بالإنجليزية: Steven Hassan)‏ هو عالم نفس وكاتب ومؤلف أمريكي، ولد في 1954 في الولايات المتحدة.

## وصلات خارجية
- ستيفن حسن على موقع ميوزك برينز (الإنجليزية)